# Florin-Lucian Oarză
Florin-Lucian Oarză (n. 26 decembrie 1938) este un fost deputat român în legislatura 1990-1992, ales în județul Iași pe listele partidului FSN. În cadrul activității sale parlamentare, Florin-Lucian Oarză a fost membru în grupul parlamentar de prietenie cu Republica Federală Germania.